# Ernst Ludwig Krantz
Ernst Ludwig Krantz (* 21. Dezember 1851 in Werdenberg bei Heydekrug, Preußisch Litauen; † 2. Juni 1918 in Leipzig) war ein deutscher Reichsgerichtsrat und Parlamentarier.

## Leben
Krantz war Sohn des Anwalts und Parlamentariers Ernst Gottlieb Krantz. Er studierte Rechtswissenschaft an der Albertus-Universität Königsberg, der Universität Leipzig und der Friedrich-Wilhelms-Universität Berlin. 1870 wurde er Mitglied der freien Landsmannschaft Littuania. Der Preuße Ernst Ludwig Krantz wurde promoviert und 1873 als Referendar beim Kreisgericht Tilsit vereidigt. 1877 wurde er Gerichtsassessor. 1878 wurde er Rechtsanwalt und Notar in Mohrungen. Ab 1879 war in Braunsberg tätig. 1883 kam er als Rechtsanwalt nach Königsberg und wurde beim Landgericht zugelassen. 1885 folgte auch die Zulassung zum Notar. 1894 gehörte er zu den Litauern, die sich als neues Corps Littuania dem Königsberger Senioren-Convent anschlossen. 1895 ließ man ihn als Rechtsanwalt beim Reichsgericht zu. 1902 kam er an das Reichsgericht. Es war der erste Fall, dass aus dem Rechtsanwaltsstand eine Person unmittelbar an das Reichsgericht berufen wurde. Er war im IV. Zivilsenat tätig.
1894–1898 saß Krantz als Abgeordneter des Wahlkreises Königsberg 3 (Stadt- und Landkreis Königsberg, Fischhausen) im Preußischen Abgeordnetenhaus. Er gehörte der Fraktion der Konservativen Partei an.

## Werke
- Reichsgerichtsreform, Bemerkungen zu dem Gesetzentwurfe, betreffend die Zuständigkeit des Reichsgerichts. Berlin 1910.